# Jeff Jarrett
Jeff Leonard Jarrett (Henderson (Tennessee), 14 juli 1967) is een Amerikaans professioneel worstelaar die actief was in de World Championship Wrestling (WCW) en World Wrestling Federation (WWF). Jeff was de laatste jaren actief in de Total Nonstop Action Wrestling (TNA) (nu bekend als Impact Wrestling) en in Global Force Wrestling (GFW).

## In worstelen
- Afwerking en kenmerkende bewegingen
  - Acoustic Equalizer
  - Figure four leglock
  - Running DDT (1993-1994)
  - Stroke
  - Double Underhook facebuster
  - Double leg slam
  - Dropkick
  - Enzuigiri
  - Sleeper hold
  - Snap suplex
  - Spinebuster

- Managers
  - Mr. Fuji
  - Baby Doll
  - The Roadie
  - Tennessee Lee
  - Tylene Buck
  - Don Callis
  - Jim Cornette
  - Debra
  - Ric Flair
  - Jackie Gayda
  - Ronald Gossett
  - April Hunter
  - Gail Kim
  - Miss Kitty

## Prestaties
- American Wrestling Association
  - AWA Rookie of the Year (1986)

- Asistencia Asesoría y Administración
  - AAA Mega Championship (2 keer)
  - AAA Rey de Reyes (2004)

- Continental Wrestling Association - Championship Wrestling Association
  - AWA Southern Tag Team Championship (4 keer; Billy Travis (3x) en Pat Tanaka (1x))
  - CWA Heavyweight Championship (1 keer)
  - CWA International Tag Team Championship (2 keer; Pat Tanaka (1x) en Paul Diamond (1x))
  - NWA Mid-America Heavyweight Championship (5 keer)

- NWA Cyberspace
  - NWA Cyberspace Heavyweight Championship (1 keer)

- Pennsylvania Championship Wrestling
  - PCW United States Championship (1 keer)

- Pro Wrestling Illustrated
  - PWI Feud of the Year (1992) met Jerry Lawler vs. de Moondogs
  - PWI Most Inspirational Wrestler of the Year (2007)

- Total Nonstop Action Wrestling
  - NWA World Heavyweight Championship (6 keer)
  - King of the Mountain (2004, 2006)

- United States Wrestling Association
  - USWA Heavyweight Championship (1 keer)
  - USWA Southern Heavyweight Championship (9 keer)
  - USWA Unified World Heavyweight Championship (3 keer)
  - USWA World Tag Team Championship (14 keer; Jeff Gaylord (2x), Cody Michaels (1x), Jerry Lawler (4x), Robert Fuller (4x) en Brian Christopher (2x))

- World Championship Wrestling
  - WCW United States Heavyweight Championship (3 keer)
  - WCW World Heavyweight Championship (4 keer)

- World Class Wrestling Association
  - USWA World Tag Team Championship (2 keer met Matt Borne)
  - WCWA World Light Heavyweight Championship (1 keer)
  - WCWA World Tag Team Championship (3 keer; Kerry Von Erich (1x), Mil Máscaras (1x) en Matt Borne (1x))

- World Wrestling Federation
  - NWA North American Heavyweight Championship (1 keer)
  - WWF European Championship (1 keer)
  - WWF Intercontinental Championship (6 keer)
  - WWF Tag Team Championship (1 keer met Owen Hart)

- World Series Wrestling
  - WSW Heavyweight Championship (1 keer)

- World Wrestling All-Stars
  - WWA World Heavyweight Championship (2 keer)

- Wrestling Observer Newsletter awards
  - Feud of the Year (1992) met Jerry Lawler vs. The Moondogs
  - Most Overrated Wrestler (2005)